# 奧拉德代伊德
36°06′46″N 3°00′46″E / 36.11278°N 3.01278°E

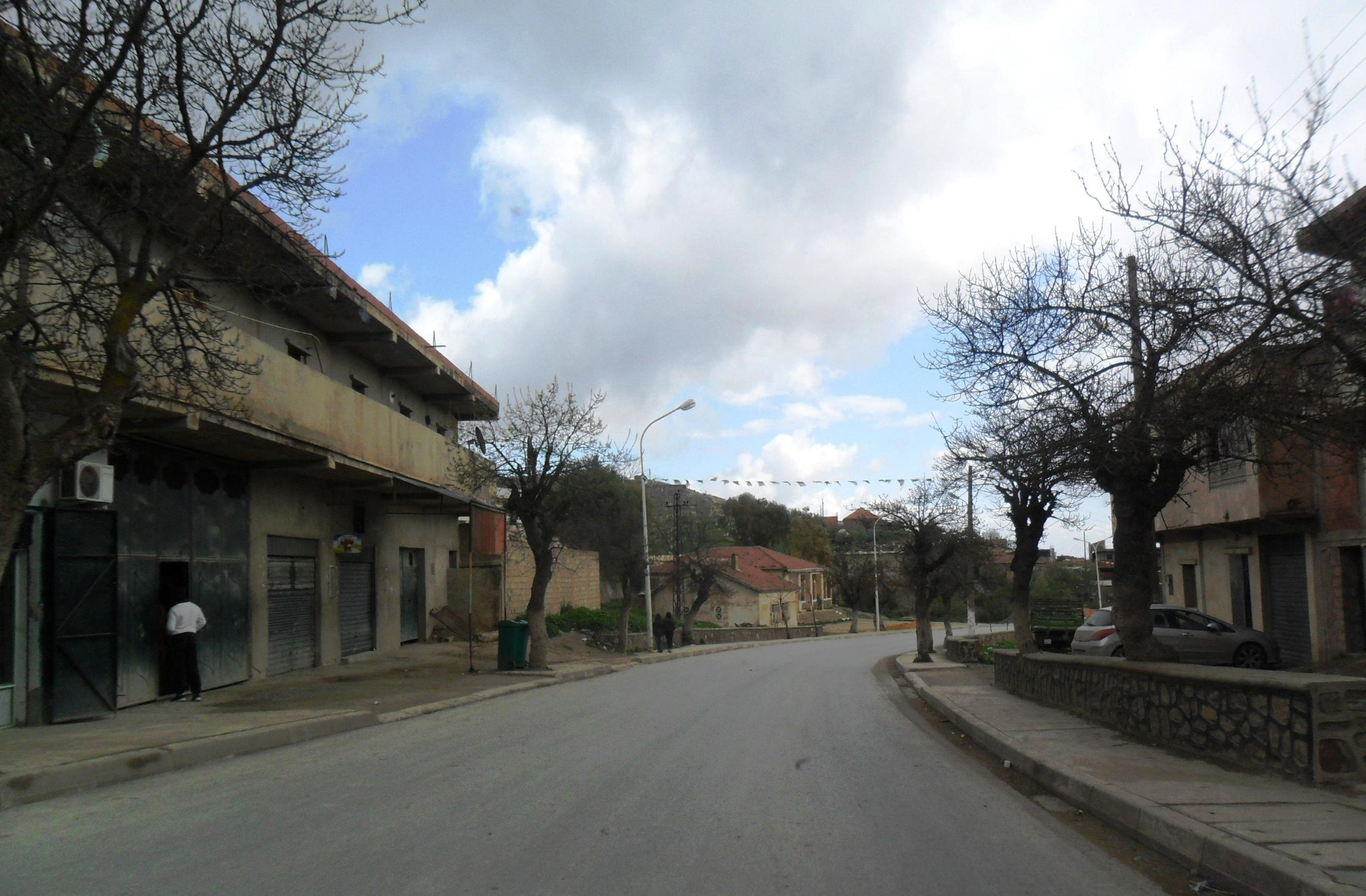
奧拉德代伊德

奧拉德代伊德（阿拉伯语：‎），是阿爾及利亞的城鎮，位於該國北部麥迪亞省，由貝魯阿吉耶區負責管轄，面積145平方公里，2008年人口5,355，人口密度每平方公里37人。